# Niemir Bieliński
Niemir Bieliński, ps. „Klin”, „Mirek”, „Roman”, „Skóra” (ur. 14 lutego 1917 w Zaciszu (ob. Warszawa), zm. 7 listopada 1949 w Warszawie) – działacz komunistyczny, oficer Armii Ludowej, powstaniec warszawski, dowódca 3 batalionu AL podczas powstania warszawskiego.

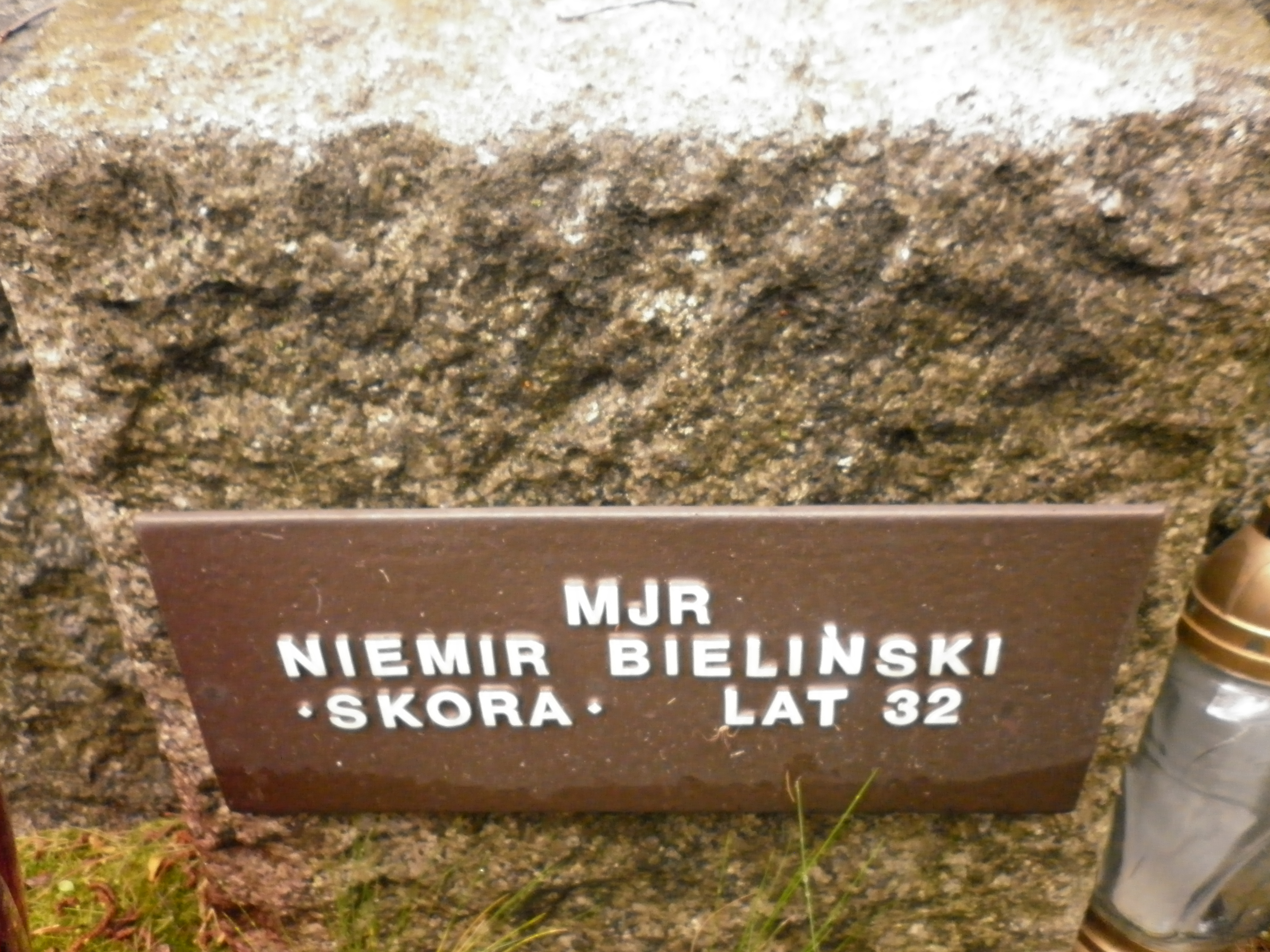
Grób Niemira Bielińskiego na cmentarzu Wojskowym na Powązkach w Warszawie

## Życiorys
Był synem Teofila, piekarza i działacza Komunistycznej Partii Polski. W 1932 skończył szkołę powszechną w Modlinie i został robotnikiem drogowym, a później księgowym. Od końca 1932 był członkiem Komunistycznego Związku Młodzieży Polskiej. W latach 1935–1936 pełnił funkcję sekretarza Komitetu Okręgowego (KO) KZMP Warszawa-Podmiejska. Po rozwiązaniu KPP w 1938 wstąpił do Polskiej Partii Socjalistycznej, w której został sekretarzem Komitetu Dzielnicowego (KD) na Marymoncie.
W 1939 uczestniczył w obronie Warszawy, walcząc na Pradze w 1 pułku piechoty Obrony Pragi. Po kapitulacji miasta został wzięty do niewoli, zbiegł i wkrótce nawiązał kontakt z grupami komunistycznymi. Latem 1941 wstąpił do Związku Walki Wyzwoleńczej, w którym był członkiem Komitetu dzielnicy Żoliborz-Marymont. Na początku 1942 wstąpił do Polskiej Partii Robotniczej i Gwardii Ludowej. W kwietniu 1942 uczestniczył w kursie szkoleniowym GL w Chylicach pod Warszawą, po czym został włączony w skład pierwszego oddziału partyzanckiego GL im. Stefana Czarnieckiego, dowodzonego przez Franciszka Zubrzyckiego „Małego Franka”.
W maju i czerwcu 1942 brał udział w akcjach tego oddziału w okolicach Piotrkowa i Tomaszowa. 21 czerwca 1942 został ranny w walce pod Antoniewem. W lipcu 1942 został mianowany komendantem dzielnicowym GL w Piotrkowie i wyznaczony na dowódcę nowego oddziału partyzanckiego GL. 6 sierpnia 1942 podczas koncentracji tego oddziału został aresztowany przez gestapo w Tomaszowie i po ciężkim śledztwie wysłany do obozu koncentracyjnego Auschwitz-Birkenau, jednak 30 października 1942 zbiegł z transportu k. Częstochowy i wrócił do Warszawy. Dowództwo GL posądziło go o zdradę i współpracę z Niemcami i wydało na niego wyrok śmierci. Po odwołaniu się przez „Mirka” do KC PPR wyrok został uchylony, ale Bieliński został zawieszony w prawach członka PPR i żołnierza GL jako „niegodny zaufania”.
Wskutek tego latem 1943 wstąpił do Armii Krajowej na Woli. Jesienią 1943 ukończył kurs oficerski ze stopniem podchorążego. Był członkiem grupy dywersyjnej i brał udział w wielu akcjach w Warszawie. W kwietniu 1944 wystąpił z AK i wstąpił do AL, gdzie został mianowany podporucznikiem i dowódcą warszawskiej Grupy Specjalnej.
Podczas powstania warszawskiego dowodził 3 kompanią 3 batalionu AL na Starym Mieście i był jednocześnie zastępcą tego dowódcy do spraw liniowych. Po przejściu kanałami na Żoliborz został dowódcą 3 batalionu. Walczył na Woli, Starym Mieście i Żoliborzu, wyróżniając się odwagą, za co został mianowany kapitanem AL, a przez AK odznaczony Krzyżem Walecznych. Pod koniec września 1944 został ciężko ranny w walkach na Żoliborzu i odesłany do szpitala, a następnie przewieziony do obozu internowania w Pruszkowie.
W 1945 pracował w Wydziale Gospodarczym KC PPR, a następnie był żołnierzem Korpusu Bezpieczeństwa Wewnętrznego i brał udział w walkach z podziemiem antykomunistycznym. W 1947 z powodu choroby (gruźlica) wycofał się z aktywnej działalności.
Został pochowany na cmentarzu Wojskowym na Powązkach w Warszawie (kwatera 6A-6 prawa strona-10).

## Awanse
- podchorąży – jesień 1943
- podporucznik – wiosna 1944
- porucznik – między wiosną a jesienią 1944[2]
- kapitan – wrzesień 1944
- major  – po wojnie

## Ordery i odznaczenia
- Order Krzyża Grunwaldu III klasy
- Krzyż Srebrny Orderu Virtuti Militari
- Krzyż Walecznych (dwukrotnie)[3]
- Medal za Warszawę 1939–1945 (17 stycznia 1946)[4]